# Uqayribat
'Uqayribat (tiếng Ả Rập: عقيربات ALA-LC: 'Uqêriba') cũng đánh vần Oqeirbat, Uzeiribat, ''Aqayrbat,' Agareb, Aaqerbate, Occariba hoặc Occaraba là một Syria thị trấn trong phó huyện Uqayribat của huyện Salamiyah ở Tỉnh Hama. Nó nằm ở chân phía tây của Jabal Bal'as và dọc theo tuyến đường nối Palmyra (Tadmur) về phía đông nam với Salamiyah ở phía tây. Theo Cục Thống kê Trung ương Syria (CBS), Uqayribat có dân số 2.745 trong cuộc điều tra dân số năm 2004.

## Lịch sử
Uqayribat được xác định là các trang web của  thị trấn thời La Mã của Occaraba, niêm yết trên Bảng Peutinger. Trong Notitia Dignitatum, một tài liệu của La Mã, Occaraba được nhắc đến như một đơn vị đồn trú của quân đoàn Promit Illyriciani. Nhà thám hiểm người Séc Alois Musil không tìm thấy bất kỳ hài cốt La Mã nào trong làng trong chuyến thám hiểm đầu thế kỷ 20 của ông trong khu vực.
Theo nhà địa lý học người Ba Tư thế kỷ thứ 9, Ibn Khordazbeh, trong thời đại Abbasid, Uqayribat là một trong những tiểu khu hành chính của Homs, cùng với al-Qastal, Salamiyah và Zumayn, tất cả đều là một phần của quận Jund Hims. Nó vẫn là một nhánh hành chính của Homs vào thế kỷ 13 là tốt.
Năm 1900, ngôi làng Uqayribat hiện đại được thành lập bởi một nhóm nông dân di cư 100 km về phía tây bắc từ quê hương Palmyra của họ để canh tác và định cư. Khu định cư được xây dựng trên một độ cao nhỏ. Người Ottoman, người cai trị Syria trong khoảng thời gian từ 1517 đến 1917, đã thiết lập một vị trí hiến binh tại khu định cư mới. Uqayribat ngay sau đó trở thành trung tâm của khu vực xung quanh, nơi cũng đang phát triển nông nghiệp và ngày càng được định cư bởi các bộ lạc Bedouin du mục trước đây trong suốt đầu thế kỷ 20. Năm 1908, Musil lưu ý rằng ngôi làng và vùng lân cận sản xuất nông nghiệp của nó thuộc về người Ả Rập của đạo Hồi Palmyra.
Trong cuộc nội chiến ở Syria, ISIS đã chiếm được thị trấn từ Lực lượng Vũ trang Syria năm 2014. Vào ngày 3 tháng 9 năm 2017, thị trấn đã được Quân đội Ả Rập Syria giành lại. Tuy nhiên, vào ngày 9 tháng 9 năm 2017, quân đội đã mất một phần lớn của thị trấn. Vào ngày 15 tháng 9 năm 2017, quân đội Syria đã chiếm lại thị trấn Uqayribat sau cuộc phản công khổng lồ và các cuộc không kích hạng nặng của máy bay và trực thăng Nga. Nhiều thương vong dân sự xảy ra.
Năm 2018, một bức tranh khảm lớn đã được phát hiện tại Uqayribat thuộc về một nhà thờ Byzantine đầu tiên.